# Małdyty
Małdyty (deutsch Maldeuten) ist ein Dorf im Powiat Ostródzki der Woiwodschaft Ermland-Masuren in Polen. Es ist Sitz der gleichnamigen Landgemeinde mit 6218 Einwohnern (Stand 31. Dezember 2020).

## Gemeinde
Zur Landgemeinde (gmina wiejska) Małdyty gehören das Dorf selbst und 20 weitere Dörfer mit Schulzenämtern (sołectwa).

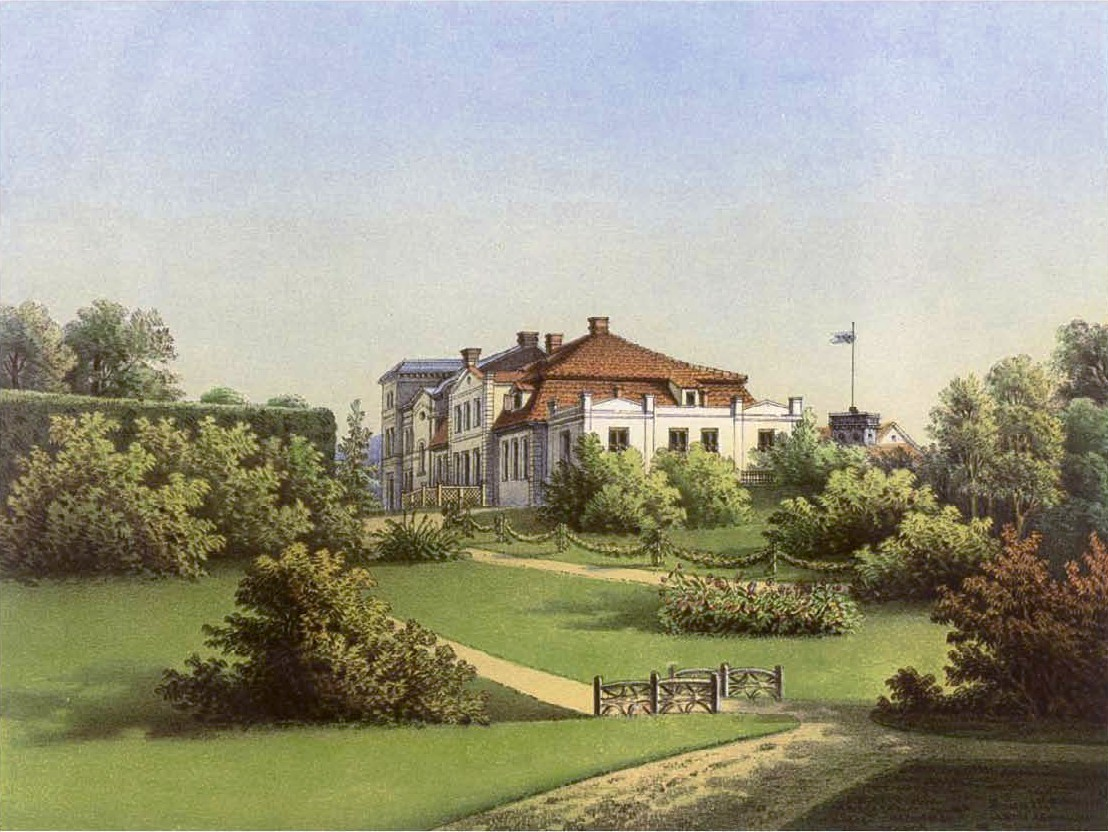
Rittergut Maldeuten um 1860, Sammlung Alexander Duncker

## Verkehr
Der Bahnhof Małdyty liegt am Abzweig der ehemaligen Bahnstrecke Małdyty–Malbork von der Bahnstrecke Olsztyn–Bogaczewo.